# Loza blanca de Triana

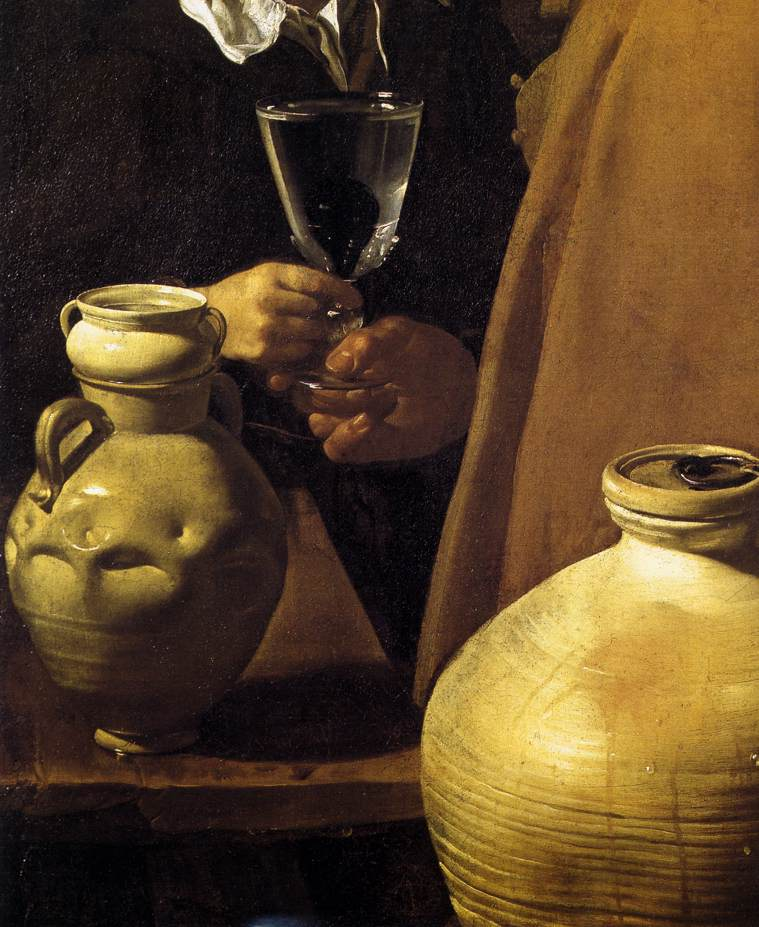
La jarra cubierta por una taza a modo de tapa es una alcarraza (o "talla trianera") cubierta por una taza de loza blanca de Triana, que el sevillano Diego Velázquez pintó en su cuadro juvenil El aguador de Sevilla.

Loza blanca de Triana, blanco Triana o loza blanca sevillana hacen referencia a un tipo de loza muy popular en las vajillas andaluzas tradicionales, cuyo origen y desarrollo se localizó históricamente en el barrio de Triana de Sevilla. Típica cacharrería esmaltada en blanco, compitió con las  "series blancas" manchegas de Talavera y la Loza de Puente del Arzobispo, la de Manises en el Levante español, y con las alternativas septentrionales que en la península ibérica se fabricaron en diversos núcleos de alfares de Cantabria, País Vasco, Navarra, La Rioja, Pirineos y el Sur de Francia.
Las "lozas trianeras" aparecen con frecuencia en el ajuar doméstico que recogen algunos maestros de la pintura española, como Velázquez, Murillo o Zurbarán. Originales de la España musulmana, se extendieron luego por la península ibérica y el Mediterráneo occidental. También se han documentado en Europa central (Francia, Flandes y los principados alemanes), y siendo Sevilla capital del comercio con las Indias, pasaron a América.

## Historia

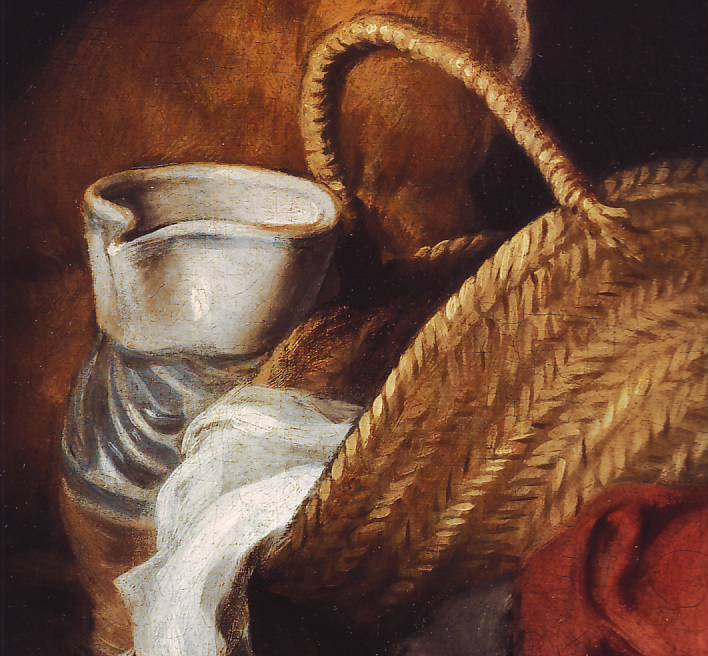
Bartolomé Esteban Murillo: Vieja comiendo gachas con un chico y un perro, medio tapada por el capazo puede verse una jarra de loza trianera con pico vertedor, en vidriado estannifero blanco sobre el que resalta la decoración vegetal verdiazulada hecha con un barniz de cobalto.

El foco alfarero trianero aparece mencionado ya en un padrón de 1596 en el que se cita que había en Triana "30 hornos de lo blanco y prieto"; solo un lustro después, el escritor, cómico y viajero Agustín de Rojas Villandrando en su Viaje entretenido menciona en 1602 "más de 60 tiendas" (siendo "tienda" uno de los nombres que en el siglo XVII se les daba a los talleres de alfarería). La etnóloga Natacha Seseña añade la cita que el ilustrado Justino Matute y Gaviria, manejando datos de 1791, da sobre la existencia en Triana de "86 hornos de loza y de basto".

## Detalles de la técnica
La técnica alfarera del vidriado, aplicada ya en Persia y Asia Menor
3000 años a. C., llegó a la península ibérica con los árabes, en los siglos X y XI.  Se ha documentado asimismo, entre los siglos décimo y duodécimo, la técnica específica estannífera que da como resultado el característico vidriado blanco. Las decoraciones en otros colores se conseguían con el óxido de cobre para el verde, el de cobalto para el azul y el de manganeso para el marrón o morado negruzco. Este último servía además para perfilar los dibujos realizados con otros colores, sobre todo el verde, dando cuerpo a la llamada técnica verde y manganeso. En la lechosa loza trianera el adorno más habitual lo proporciona el pincel azul, introducido en la cerámica andalusí en el siglo XIII.

### Piezas características
De entre la vajilla de loza blanca de Triana destaca la «talla», jarra para conservar el agua fresca y cuyo nombre primitivo era "alcarraza", lo que delata su origen musulmán.
La "tallas" son piezas de fino vidriado blanco, base estrecha y boca ancha, con dos asas y los típicos pellizcos o "repulgos" decorando su cuerpo. Similares a las jarras que en Andújar, en la vecina provincia andaluza de Jaén, se hacían con cuatro asas y cuerpo "de mujer", y que con el tiempo perdieron los "repulgos". Refiriéndose a estas vasillas el erudito Covarrubias las describe en 1610 como "cantarilla con algo de salitre" que, resudando, consigue mantener el agua fresca.

Loza blanca en la pintura española
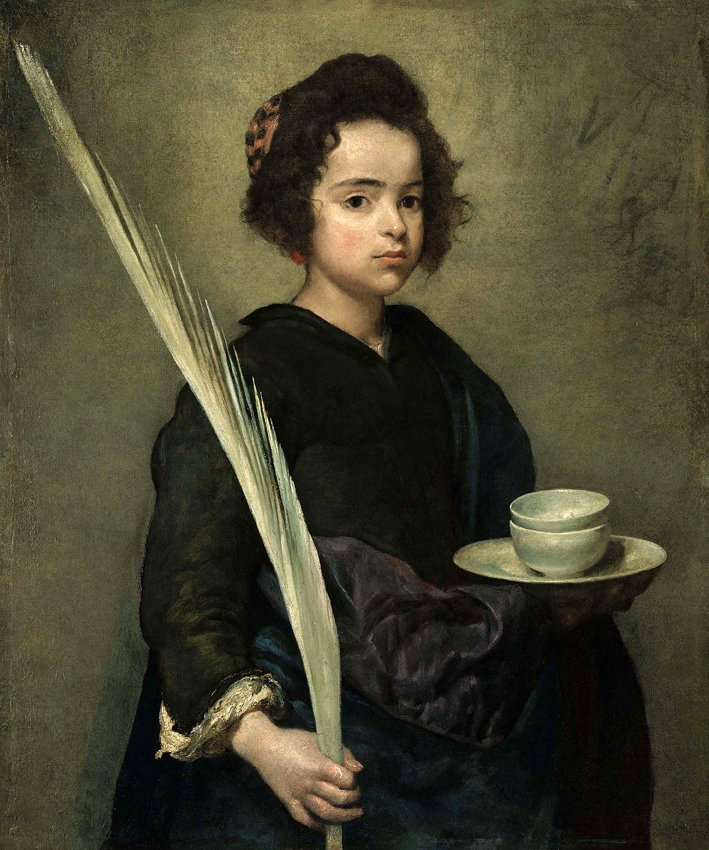
Velázquez: Santa Rufina (hacia 1630) con dos cuencos y un plato de "blanco Triana". Fundación Focus-Abengoa(Sevilla).
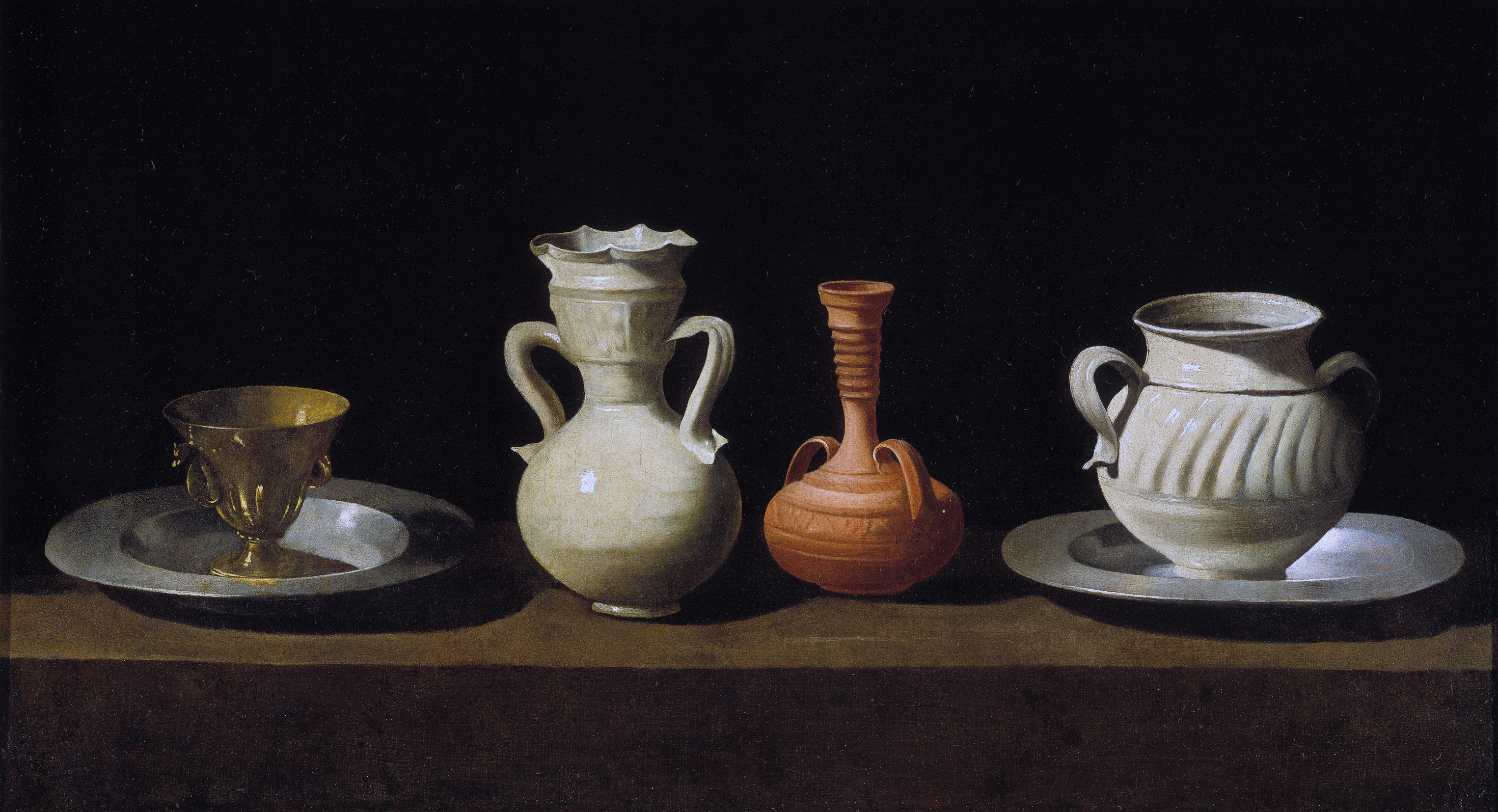
Zurbarán: Bodegón con cacharros (hacia 1630). Dos piezas de fina loza sevillana. Museo del Prado.
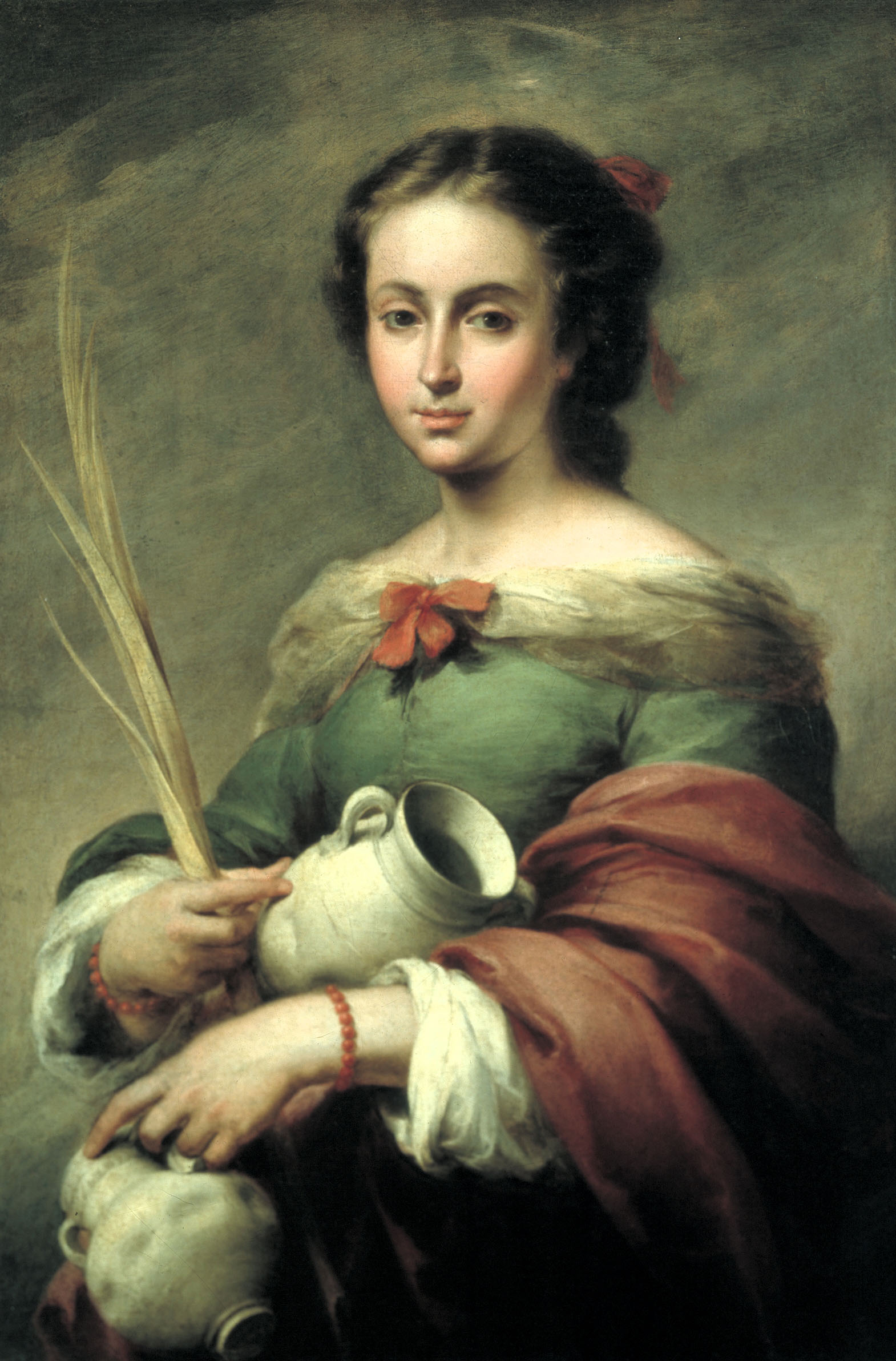
Murillo: Santa Rufina (hacia 1660) con dos "tallas" trianeras.Museo Meadows. Dallas.